# Buer (Adelsgeschlecht)

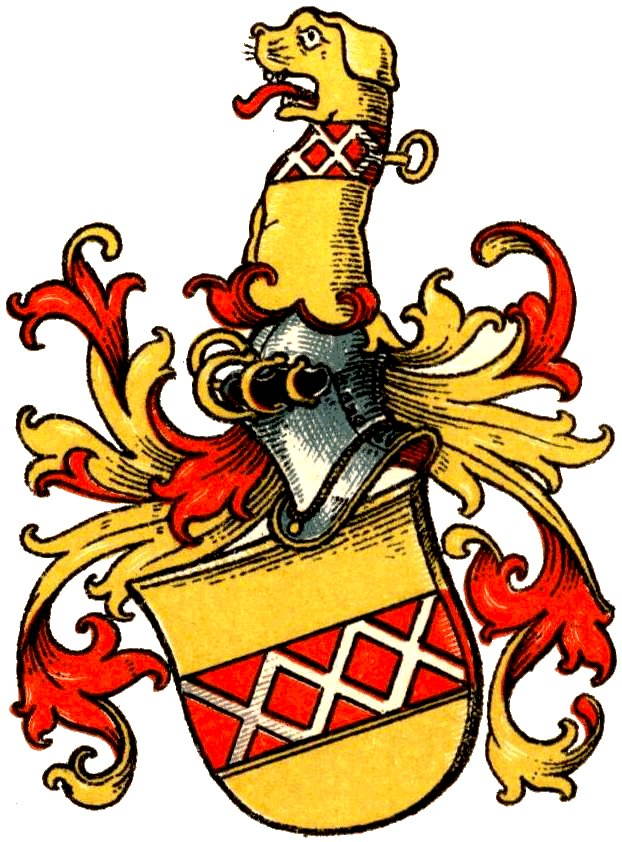
Stammwappen derer von Buer

Die Herren von Buer (auch: Bure, Buir, Buyr, Buyre, Buyren, Buren, Büren sowie ab dem 16. Jahrhundert ebenso Bawyr, Bawir, Bavier, Baur o. ä.) waren ursprünglich Ministeriale des Klosters Werden. Sie stammten wie die Herren von Landsberg von den Herren von Werden ab, die im 13. Jahrhundert den Werdener Stadtvogt stellten und selbst wiederum von den Herren von Bornheim aus Bornheim (Rheinland) abstammten.

## Namensgebung
Die Familie leitete ihren Namen von ihrem Stammsitz Burg Buer im heutigen Gelsenkirchen-Buer ab. Bis 1400 besaßen sie Buer als Lehen des Klosters Werden. Bereits gegen Ende des 16. Jahrhunderts kannten die Familienmitglieder den Namensursprung nicht mehr und „übersetzten“ das niederdeutsche Buer/Buir in das hochdeutsche Bawyr/Baur, obwohl der Ortsname Buer unverändert blieb.

## Geschichte

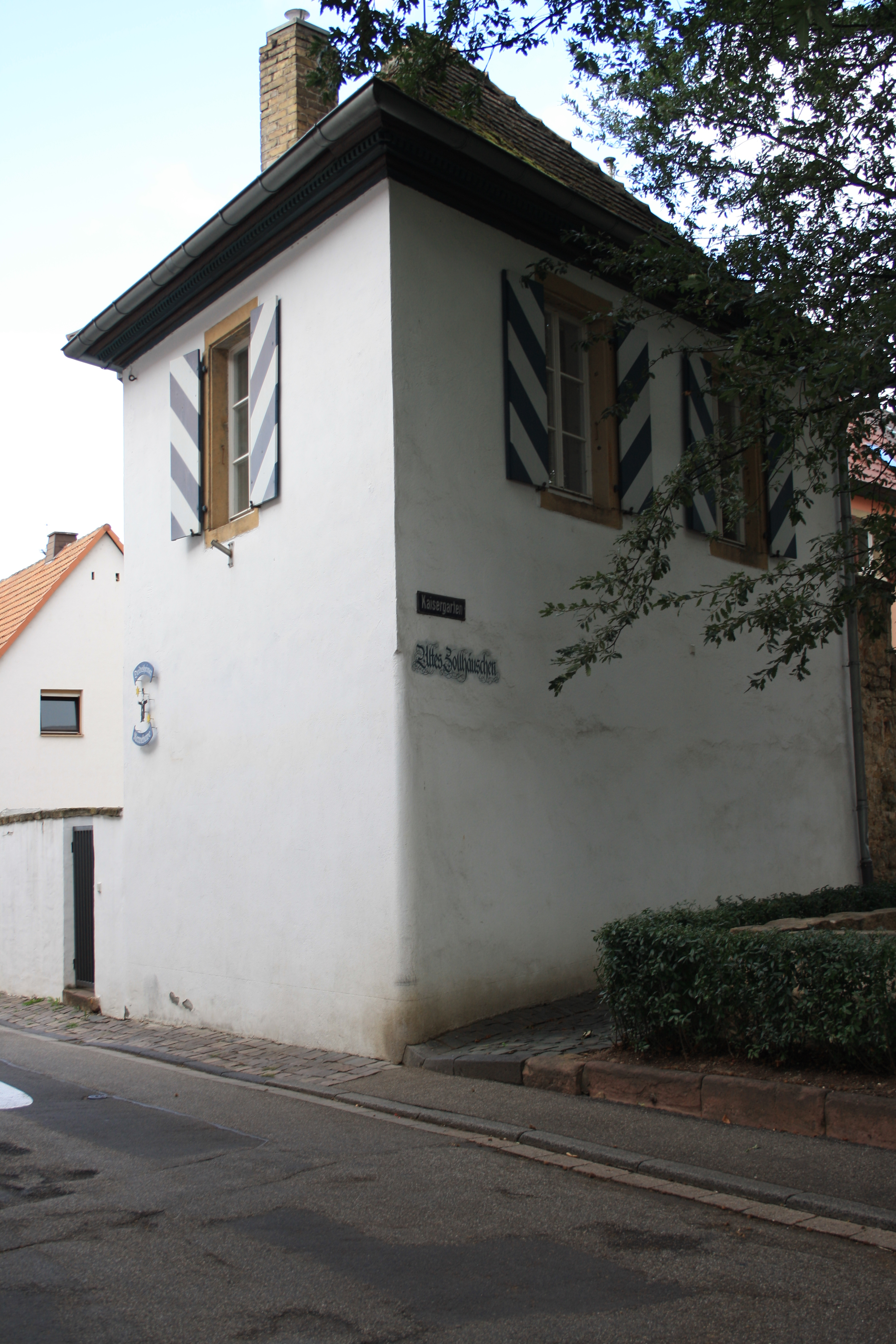
Altes Zollhäuschen, Rest des Bawyrschen Hofes in Deidesheim

Erstmals erscheint der Familienname im Jahr 1292 mit einem kurkölnischen Ministerialen ... dicto Schillinc de Bure, der wohl mit Ritter Wilhelm Schilling, Sohn des Werdener Vogts Wessel von Werden, gleichzusetzen ist. Die gesicherte Stammfolge der Herren von Buer beginnt mit Wilhelms mutmaßlichem Sohn, Ritter Johann von Buer (domini Iohannis de Bure, militis), urkundlich 1292–1333, der mindestens sechs Söhne hatte: Everhard, Rotger, Friedrich, Ludekin, Johann und Werner. Von Friedrich stammt eine Vestische Linie, die bis 1497 nachverfolgt werden kann. Ludekins gleichnamiger Sohn begründete die Bergische Linie. Diese blühte bis in das 19. Jahrhundert. 
Johann von Bawier, Schwiegersohn des Johann Bertram von Scheid genannt Weschpfennig, wurde 1642 der Freiherrenstand verliehen. 1678 bekam Johann Friedrich von Bawyr (* ca. 1636, † 1689) zu Böckum, jülich-bergischer Hofkammerrat, Oberst der Kavallerie, Amtmann zu Löwenburg/Lülsdorf, das um das Wappen der Herren von Frankenberg vermehrte Wappen verliehen. Eine kaiserliche Bestätigung hier erfolgte 1681. Im Jahr 1713 wurden dessen zu diesem Zeitpunkt noch lebende Kinder aus erster Ehe mit Anna Maria Katharina von Weichs († 1672), 2 Töchter und 3 Söhne, in den Grafenstand erhoben. Die Söhne blieben kinderlos, so dass dieser Zweig der bergischen Linie im Mannesstamm ausstarb.
Die letzte Person des Adelsgeschlechts, die den Familiennamen führte, war Maria Anna von Bawyr, sie starb am 8. Januar 1813 in Deidesheim in der Pfalz. Ihr Bruder Carl von Bawyr, königlich-bayerischer Major, war der letzte des Geschlechts im Mannesstamm. Er starb bereits am 15. August 1809. Sie waren Kinder des kurpfälzischen Hauptmanns Franz von Bawyr zu Caspersbroich und der Johanna Katharina geb. Leyser von Lambsheim. Dieses Paar wird als „von unbändigem Temperament, aufbrausendem Jähzorn und großer Streitlust“ charakterisiert. Beide seien überdies von einer enormen Jagdleidenschaft besessen gewesen, die schließlich dazu führte, dass der Ehemann († 1779) einen Jagdfrevel und einen Totschlag beging, wofür er von Kaiser Franz I. 1764 schwer bestraft wurde. Sie bewohnten den „Bawyrschen Hof“ in Deidesheim, den französische Revolutionäre 1794 einäscherten. Es existiert davon lediglich noch das Gartenhaus, im Volksmund Altes Zollhäuschen genannt.

## Besitzungen
Die oben genannte Vestische Linie hatte neben Dorf und Burg Buer auch Besitz in Stiepel, Rechen, Kirchhellen und insbesondere Hattingen. Die Bergische Linie besaß unter anderem die folgenden Häuser und Güter:
- Haus Bavier, Erkrath
- Haus Böckum, Duisburg-Huckingen
- Schloss Caspersbroich, Solingen-Ohligs
- Schloss Hellenbroich, Mettmann
- Haus Hohenholz, Bedburg
- Haus Kastein, Mettmann
- Haus Latum, Lank-Latum. Der an das Haus angrenzende Bach wird noch heute Buersbach genannt.
- Haus Laubach, Mettmann
- Haus Ober-Frohnrath, Aachen-Horbach
- Haus Rommeljans, Ratingen
- Vogtei über das Kloster Burtscheid, Aachen

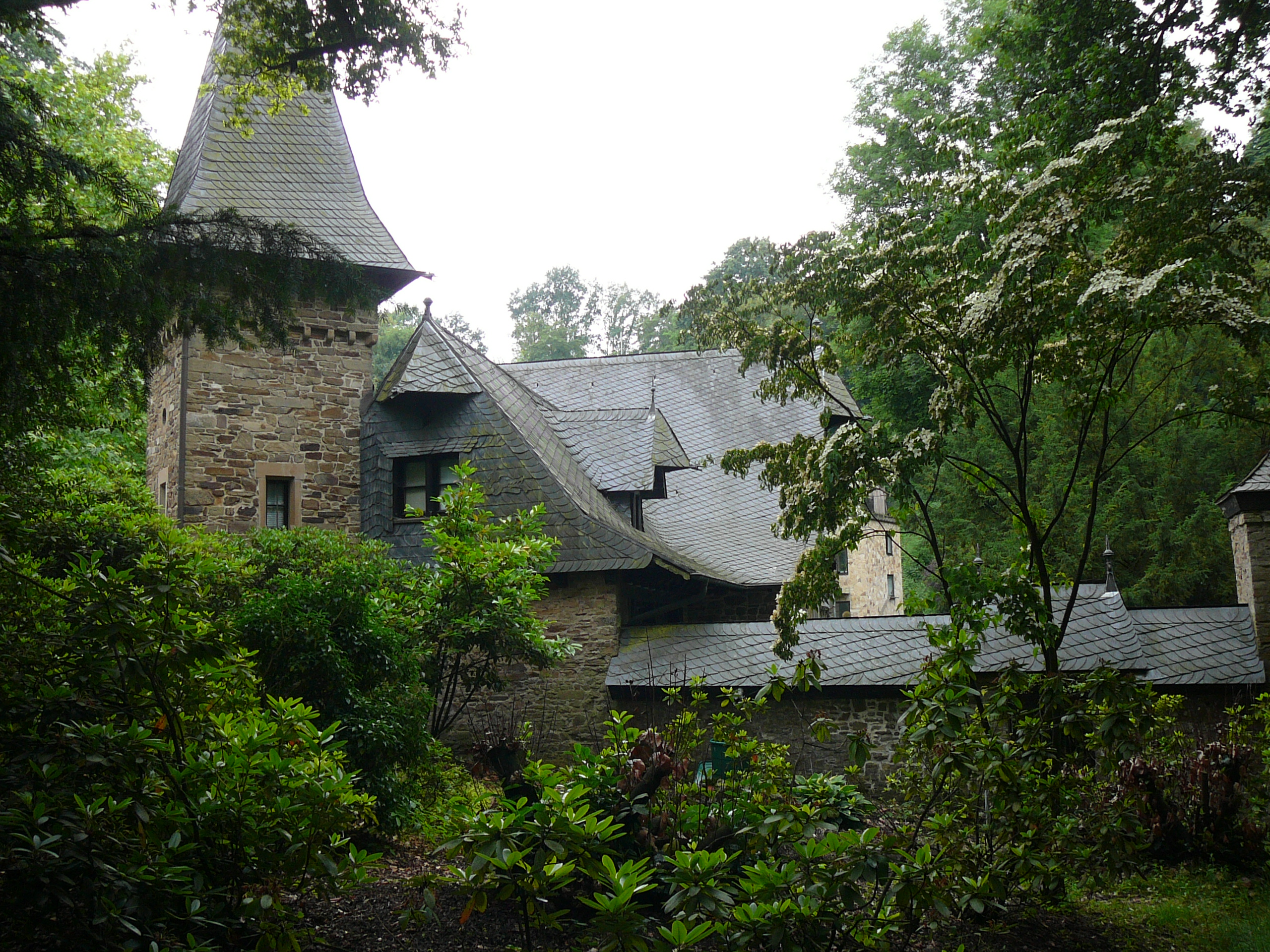
Schloss Caspersbroich
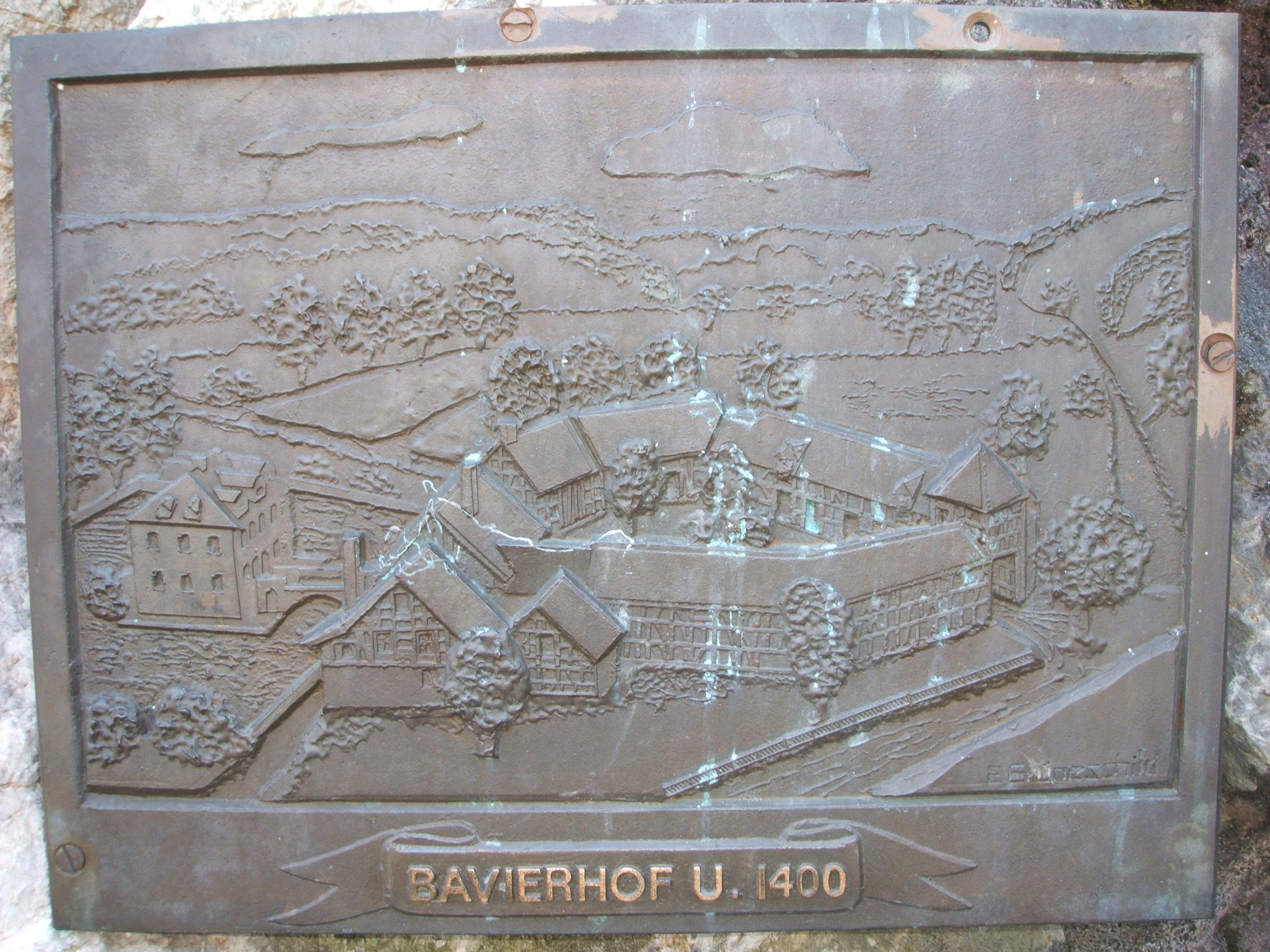
Haus Bavier
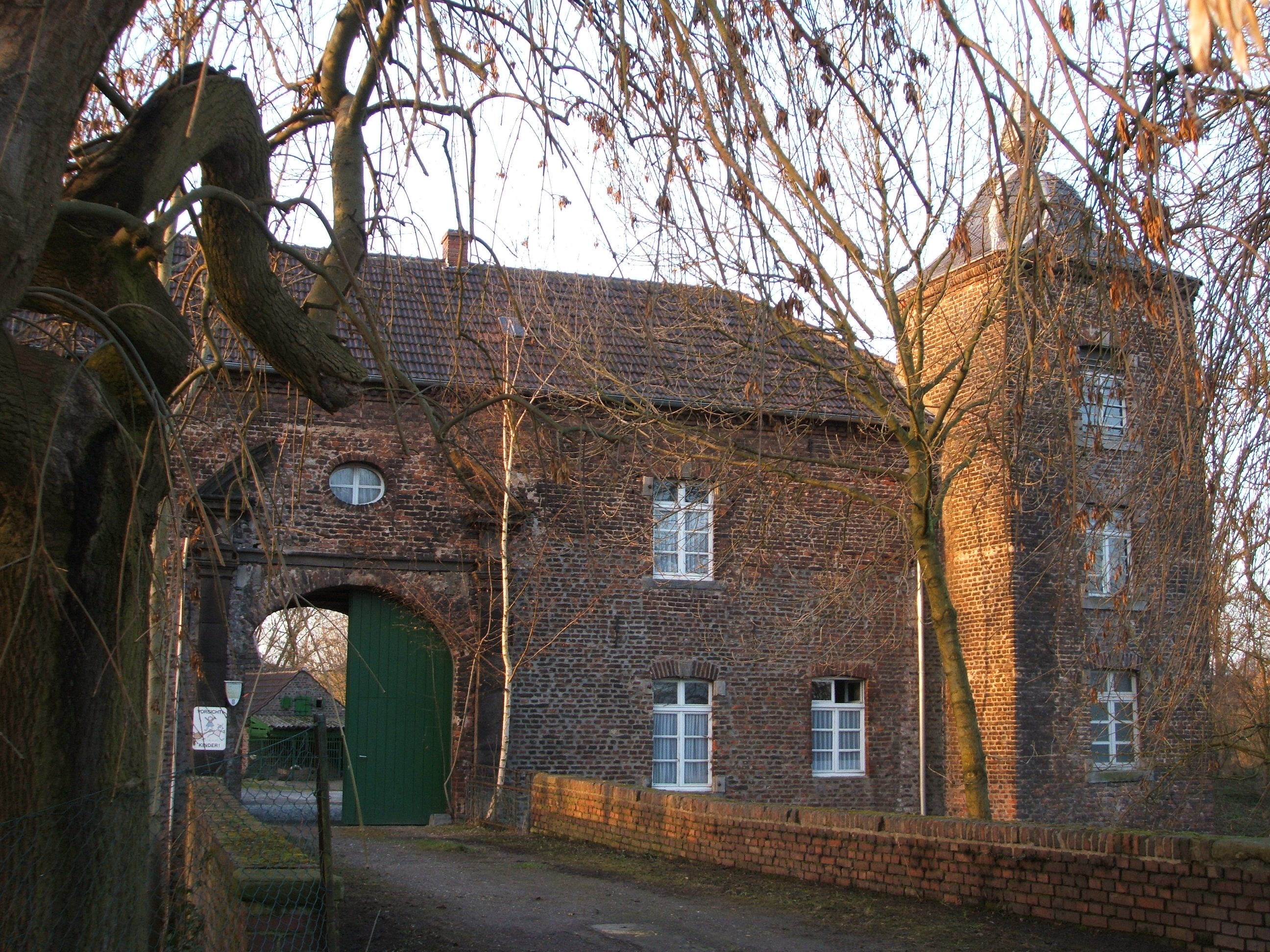
Haus Böckum
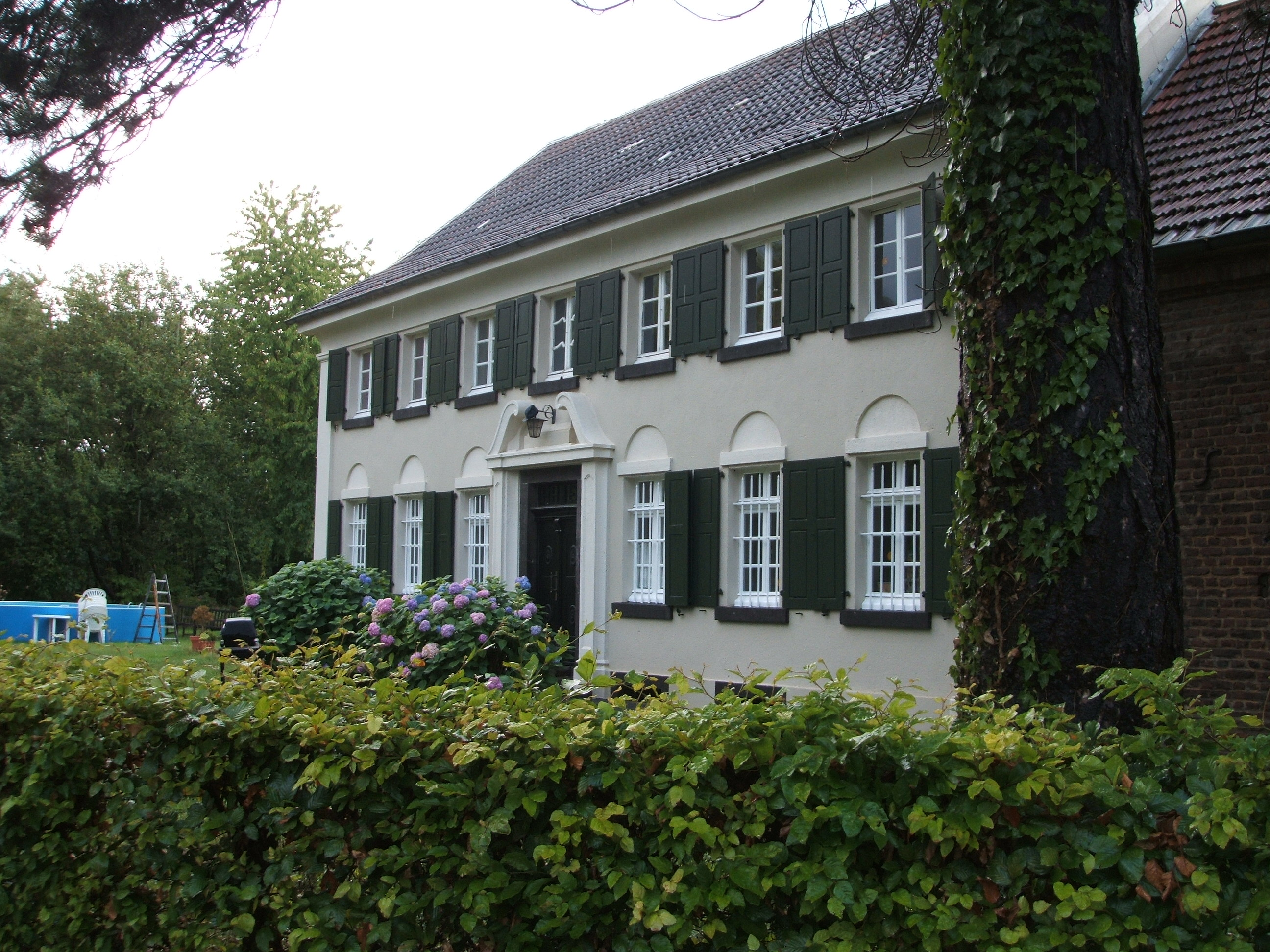
Haus Hohenholz
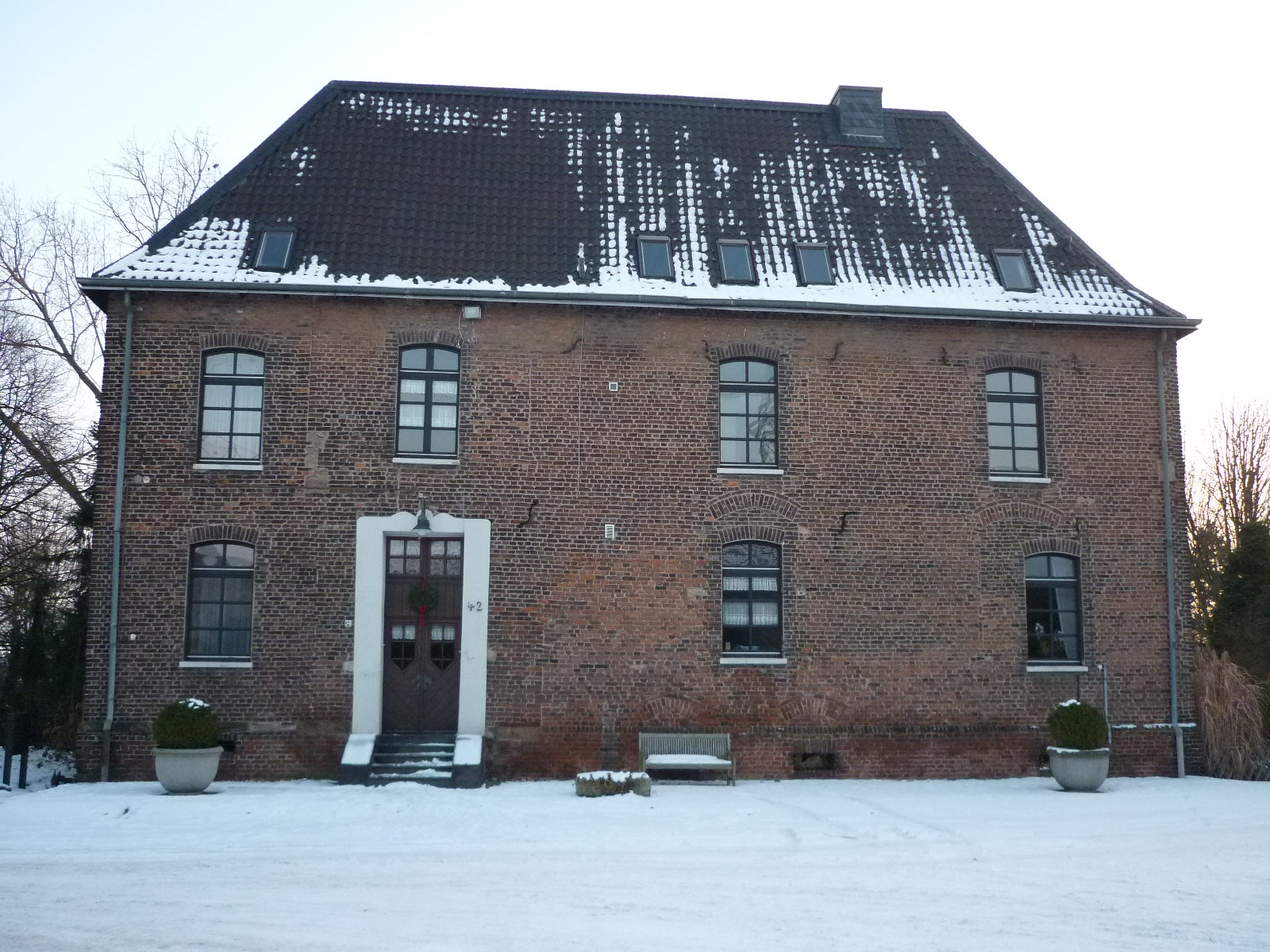
Haus Latum
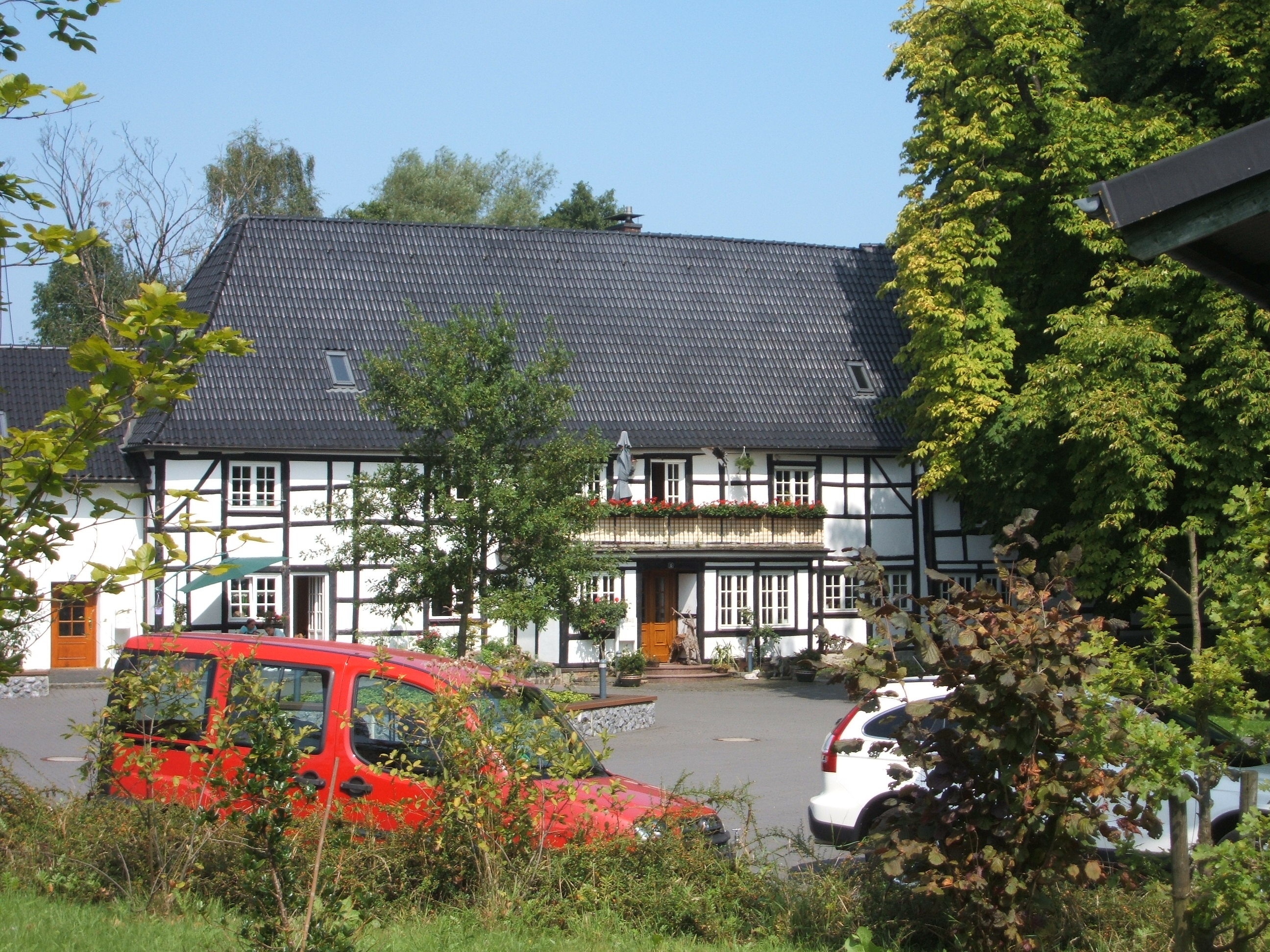
Haus Laubach
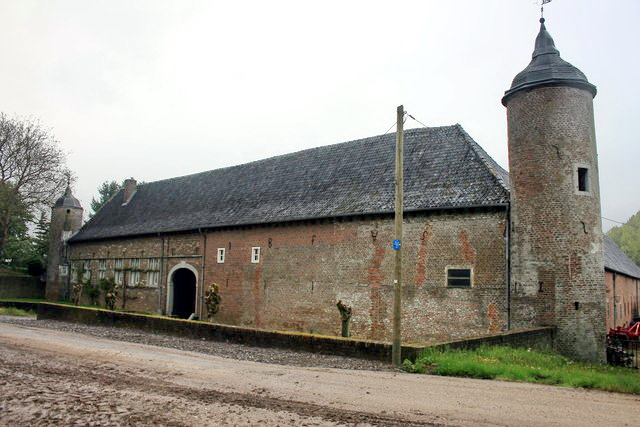
Haus Ober-Frohnrath
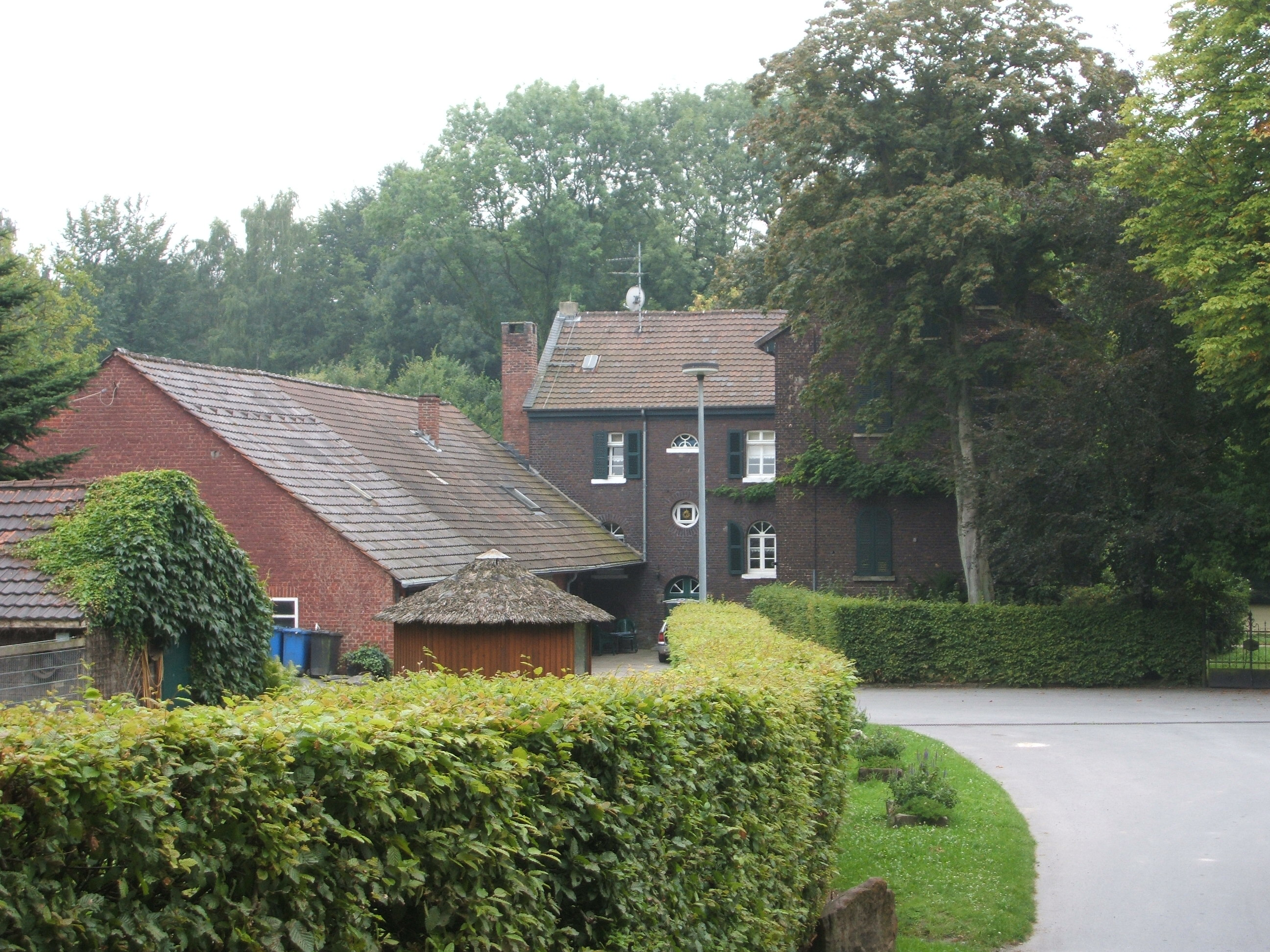
Haus Rommeljans

## Wappen
Blasonierung des Stammwappens: In Gold ein silbernes Gitter auf rotem Balken. Auf dem Helm ein goldener Brackenkopf mit Halsband wie der Balken auf dem Schild. Die Helmdecken sind rot-golden.

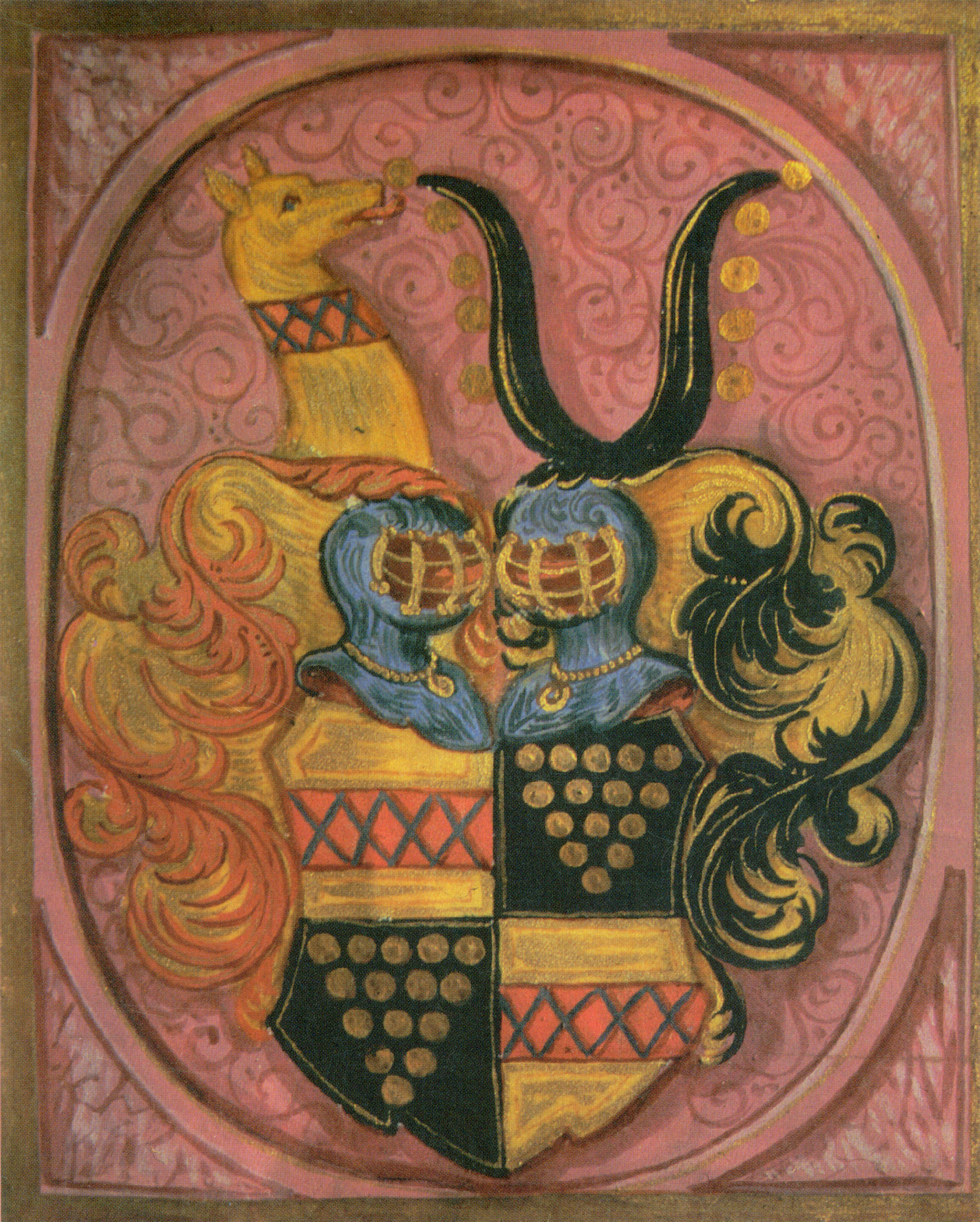
Vermehrtes Wappen der Herren Bawyr von Frankenberg

Ein Teil der Bergischen Linie, nämlich derjenige, der auf den Häusern Böckum und Rommeljan saß, nahm 1678 den Namen Frankenberg (Bawyr von Frankenberg), nach der Burg Frankenberg, an und vermehrte das Wappen mit dem Wappen der Herren von Merode-Frankenberg, das 5-4-3-2-1 Goldmünzen in Schwarz zeigt. Hintergrund war ein Erbschaftsstreit mit der Familie Merode-Hoffalize um die Vogtei über die Abtei Burtscheid.

## Persönlichkeiten
- Ludekin (Sen.) de Bure (urkundl. 1343–1361), Drost der Abtei Werden
- Ludekin (Jun.) de Bure (urkundl. 1354–1412), Drost der Abtei Werden
- Johann Hermann von Bawyr zu Böckum, Rommeljans, Hohenholz und Frankenberg (* 1585, † 1647), Vogt der Abtei Burtscheid, Landkommissar, Kämmerer, Abgeordneter des Herzogtums Berg, kurbrandenburgischer Kommissar zu Kleve
- Johann Christoph von Bawyr (* 1598, † 1676), pfalz-neuburgischer Hofmeister, Stallmeister von Ludwig I. Fürst von Anhalt-Köthen
- Johann von Bawyr zu Böckum, Rommeljans, Hohenholz und Frankenberg (* 1609, † 1647), Vogt der Abtei Burtscheid, Bergischer Marschall
- Friedrich von Bawyr zu Caspersbroich (* um 1600, † 1667), kurfürstlich-brandenburgischer Generalleutnant
- Johann Friedrich von Bawyr (* ca. 1636, † 1689), jülich-bergischer Hofkammerrat, Oberst der Kavallerie, Amtmann zu Löwenberg/Lülsdorf
- Friedrich Ferdinand Ignatz Graf (Bawyr) von Frankenberg (* 1662, † 1726), Amtmann Löwenberg/Lülsdorf, bergischer Pfennigmeister, Generalleutnant der Kavallerie
- Maria Sophia Clara Evergisla Gräfin (Bawyr) von Frankenberg (* 1667, † 1737), Äbtissin St. Caecilien Köln
- Franz Anton Graf (Bawyr) von Frankenberg (* 1668, † 1735), kurpfälzischer Rat, Amtmann Löwenberg/Lülsdorf, Generalleutnant, Interimsgouverneur von Düsseldorf, Gouverneur von Jülich